# فرمانده کل قوا
فرمانده کل قوا (به انگلیسی: commander-in-chief یا supreme commander) عنوانی رسمی برای فردی است، که فرماندهی و کنترل نیروهای مسلح هر کشور را برعهده دارد. این مقام در اغلب کشورهای جهان (همچون آمریکا، روسیه و فرانسه) در اختیار رئیس‌جمهور و در برخی کشورها در اختیار رئیس کشور یا رئیس دولت قرار دارد.

## ایران
پیش از وقوع انقلاب ۱۳۵۷ در ایران از آن به عنوان "بزرگ‌ارتشتاران" یاد می‌شده‌است. بزرگ‌ارتشتاران عنوانی رسمی و نظامی بوده‌است که در دوره پهلوی برای مقام فرماندهی سه نیروی مسلح کشور ایران بکار می‌رفت. فرماندهی این ۳ نیرو در آن دوره برعهده محمدرضاشاه پهلوی بود.
در ایران، مطابق قانون اساسی فرماندهی کل نیروهای مسلح، برعهدهٔ رهبر جمهوری اسلامی ایران می‌باشد. رهبر عالی در ایران به عنوان فرمانده کل قوا، مسئولیت اعلان جنگ و صلح و فرماندهی نیروهای مسلح در زمان جنگ را برعهده خواهد داشت، همچنین عزل و نصب فرماندهان عالی را نیز برعهده دارد. پس از انقلاب‌۵۷ این امر در اختیار ریاست جمهوری بود اما با قانون اساسی جدید این اختیار به دست رهبری افتاد و هم‌اکنون سید علی خامنه‌ای فرمانده کل نیروهای مسلح ایران است.

## یونان باستان
لقب «استراتیگوس افتوکراتور»(στρατηγός αὐτοκράτωρ, stratēgós autokrátōr) به معنی «رهبر نظامی خودکامه» یا معادل «فرماندهٔ کل قوا»، عنوانی رسمی بود که در آتن باستان توسط انجمن شهر به اشخاص داده میشد. این صفت بعد از تشکیل اتحادیه هلنی، رسما به فیلیپ دوم مقدونی و بعد از او به اسکندر بزرگ نیز اعطاء شد.